# Ricardo Helder
Ricardo Nemesio Helder (né à Curaçao) est un joueur de football néerlandais (international Curaçaoan) qui évoluait au poste de milieu de terrain.

## Biographie

### Carrière en sélection
Avec l'équipe des Antilles néerlandaises, il participe aux Jeux olympiques d'été de 1952 organisés à Helsinki.